# Liste der Naturschutzgebiete im Pardubický kraj

Lage des Pardubický kraj in Tschechien

Die Liste der Naturschutzgebiete im Pardubický kraj umfasst kleinflächige geschützte Gebiete in der Region Pardubice, Tschechien. Aufgenommen sind alle offiziell ausgewiesenen Naturreservate und Naturdenkmäler nach dem „Gesetz zum Schutz der Natur und der Landschaft 114/1992“ (Stand November 2009).
Für eine Gesamtübersicht siehe die Liste der Naturschutzgebiete in Tschechien.

## Nationale Naturreservate
| Name                  | Gründung | Größe [ha] | Lage                                                             | Beschreibung                                                 | Ansicht |
| --------------------- | -------- | ---------- | ---------------------------------------------------------------- | ------------------------------------------------------------ | ------- |
| Bohdanečský rybník    | 1951     | 247,77     | Pardubice: Lázně Bohdaneč                                        | Teiche nahe der Elbe, Vogelschutzgebiet                      |         |
| Králický Sněžník      | 1990     | 1694,67    | Šumperk: Malá Morava, Staré Město; Ústí nad Orlicí: Dolní Morava | Erhebung im Glatzer Schneegebirge (1.425 m n. m.)            |         |
| Lichnice-Kaňkovy hory | 1955     | 343,88     | Chrudim: Míčov-Sušice, Seč, Třemošnice                           | Bergrücken und angrenzende Täler im Norden des Eisengebirges |         |

## Naturreservate
| Name                    | Gründung | Größe [ha] | Lage                                                                                           | Beschreibung                                                                                     | Ansicht |
| ----------------------- | -------- | ---------- | ---------------------------------------------------------------------------------------------- | ------------------------------------------------------------------------------------------------ | ------- |
| Anenské údolí           | 2001     | 56,20      | Chrudim: Hroubovice, Skuteč                                                                    |                                                                                                  |         |
| Baroch                  | 1998     | 31,39      | Pardubice: Hrobice, Srch                                                                       |                                                                                                  |         |
| Bažantnice v Uhersku    | 1952     | 19,05      | Pardubice: Uhersko                                                                             |                                                                                                  |         |
| Bošínská obora          | 1995     | 36,86      | Ústí nad Orlicí: Bošín                                                                         |                                                                                                  |         |
| Buky u Vysokého Chvojna | 1933     | 5,00       | Pardubice: Býšť, Vysoké Chvojno                                                                |                                                                                                  |         |
| Čtyři palice            | 1990     | 37,25      | Svitavy: Polička; Žďár nad Sázavou: Nové Město na Moravě                                       |                                                                                                  |         |
| Damašek                 | 1997     | 4,44       | Svitavy: Pustá Rybná                                                                           |                                                                                                  |         |
| Dlouholoučské stráně    | 1999     | 60,00      | Svitavy: Dlouhá Loučka                                                                         |                                                                                                  |         |
| Duny u Sváravy          | 1980     | 12,27      | Pardubice: Labské Chrčice                                                                      |                                                                                                  |         |
| Habrov                  | 1948     | 20,60      | Chrudim: Chrudim, Tuněchody                                                                    |                                                                                                  |         |
| Hemže-Mýtkov            | 1996     | 29,20      | Ústí nad Orlicí: Brandýs nad Orlicí, Choceň, Mostek, Zářecká Lhota                             |                                                                                                  |         |
| Hluboký                 | 1996     | 12,42      | Chrudim: Nasavrky                                                                              |                                                                                                  |         |
| Hubský                  | 1993     | 11,56      | Chrudim: Trhová Kamenice                                                                       | Teich und Feuchtwiesen im Eisengebirge                                                           |         |
| Hynkovice               | 2002     | 1,76       | Ústí nad Orlicí: Těchonín                                                                      |                                                                                                  |         |
| Choltická obora         | 1992     | 69,15      | Pardubice: Choltice                                                                            |                                                                                                  |         |
| Králova zahrada         | 1994     | 17,36      | Svitavy: Opatov                                                                                |                                                                                                  |         |
| Krkanka                 | 1990     | 98,10      | Chrudim: České Lhotice, Licibořice, Nasavrky                                                   | Talabschnitt der Chrudimka im Eisengebirge                                                       |         |
| Maštale                 | 1989     | 1040,56    | Chrudim: Bor u Skutče, Proseč; Ústí nad Orlicí: Nové Hrady, Zderaz; Svitavy: Budislav, Jarošov | Felsenstadt in der Svitavská pahorkatina                                                         |         |
| Mazurovy chalupy        | 2002     | 11,62      | Pardubice: Býšť                                                                                | Wiesenenklave im Stadtwald von Hradec Králové                                                    |         |
| Na Hradech              | 1956     | 9,52       | Pardubice: Žáravice                                                                            |                                                                                                  |         |
| Oheb                    | 1954     | 26,46      | Chrudim: Seč                                                                                   | Felsige Halbinsel am Ufer der Talsperre Seč                                                      |         |
| Peliny                  | 1948     | 3,31       | Ústí nad Orlicí: Choceň                                                                        | Pläner-Felsen am Stadtrand von Choceň                                                            |         |
| Polom                   | 1933     | 20,24      | Chrudim: Horní Bradlo                                                                          | Urwald im Eisengebirge                                                                           |         |
| Přesypy u Rokytna       | 1982     | 7,19       | Pardubice: Rokytno                                                                             |                                                                                                  |         |
| Psí kuchyně             | 1994     | 116,54     | Svitavy: Janov, Opatov                                                                         |                                                                                                  |         |
| Rohová                  | 1998     | 296,93     | Svitavy: Dlouhá Loučka, Křenov, Moravská Třebová                                               | Buchenwälder im südlichen Teil des Höhenzuges Schönhengster Rücken                               |         |
| Selský les              | 1954     | 9,00       | Ústí nad Orlicí: Cotkytle                                                                      | Buchenwald am Fuße des Adlergebirges                                                             |         |
| Strádovka               | 1993     | 45,28      | Chrudim: Trhová Kamenice                                                                       | Teich Velký Rohozenský rybník und angrenzende Feuchtwiesen im Eisengebirge                       |         |
| Strádovské Peklo        | 1994     | 87,32      | Chrudim: Licibořice, Lukavice, Nasavrky, Svídnice                                              | Talabschnitt der Chrudimka im Eisengebirge                                                       |         |
| Střemošická stráň       | 1990     | 45,52      | Chrudim: Luže, Řepníky, Střemošice                                                             |                                                                                                  |         |
| Sutice                  | 1950     | 5,93       | Ústí nad Orlicí: Verměřovice                                                                   |                                                                                                  |         |
| Třebovské stěny         | 2000     | 50,22      | Ústí nad Orlicí: Česká Třebová, Ostrov                                                         |                                                                                                  |         |
| U parku                 | 1955     | 4,43       | Pardubice: Vysoké Chvojno                                                                      |                                                                                                  |         |
| V dole                  | 1955     | 7,88       | Ústí nad Orlicí: Cotkytle                                                                      | Bauaue mit Feuchtwiesen am Fuße des Adlergebirges mit reichem Vorkommen der Frühlingsknotenblume |         |
| Vápenice                | 2001     | 41,85      | Chrudim: Bojanov, Krásné                                                                       | Talabschnitt der Chrudimka im Eisengebirge                                                       |         |
| Volákův kopec           | 1990     | 87,42      | Chrudim: Kameničky                                                                             |                                                                                                  |         |
| Zemská brána            | 1987     | 88,22      | Rychnov nad Kněžnou: Bartošovice v Orlických horách; Ústí nad Orlicí: Klášterec nad Orlicí     | Canyon der Wilden Adler im Adlergebirge                                                          |         |
| Zubří                   | 1990     | 28,50      | Chrudim: Trhová Kamenice                                                                       | Quellwiesen im Eisengebirge                                                                      |         |
| Žernov                  | 1995     | 190,80     | Pardubice: Dolní Ředice, Horní Ředice, Chvojenec                                               |                                                                                                  |         |

## Nationale Naturdenkmäler
| Name            | Gründung | Größe [ha] | Lage                   | Beschreibung                                                                             | Ansicht |
| --------------- | -------- | ---------- | ---------------------- | ---------------------------------------------------------------------------------------- | ------- |
| Semínský přesyp | 1980     | 0,21       | Okres Pardubice, Semín | Überrest einer Sanddüne im Ortsgebiet, Vorkommen des Sand-Tragant (Astragalus arenarius) |         |

## Naturdenkmäler
| Name                           | Gründung | Größe [ha] | Lage                                                | Beschreibung                                                                     | Ansicht |
| ------------------------------ | -------- | ---------- | --------------------------------------------------- | -------------------------------------------------------------------------------- | ------- |
| Bahna                          | 1990     | 17,64      | Chrudim: Dědová, Kameničky                          |                                                                                  |         |
| Boršov u Litětin               | 1952     | 0,32       | Pardubice: Dolní Roveň                              |                                                                                  |         |
| Boušovka                       | 1950     | 1,14       | Chrudim: Licibořice                                 | Teich im Wildgehege von Slavice (Slavická obora) im Eisengebirge                 |         |
| Buchtovka                      | 1990     | 5,56       | Chrudim: Trhová Kamenice, Vysočina                  | Torfmoor und Feuchtwiesen im Eisengebirge                                        |         |
| Čenkovička                     | 1990     | 7,53       | Ústí nad Orlicí: Bystřec, Čenkovice                 |                                                                                  |         |
| Farář                          | 1990     | 8,87       | Chrudim: Bítovany                                   |                                                                                  |         |
| Hradisko                       | 1990     | 26,38      | Svitavy: Staré Město                                |                                                                                  |         |
| Hradní kopec Litice            | 1933     | 6,40       | Ústí nad Orlicí: Záchlumí                           | Bewaldeter Burghügel unter der Burg Litice nad Orlicí                            |         |
| Hrobka                         | 1949     | 1,46       | Chrudim: Slatiňany                                  |                                                                                  |         |
| Hrozná                         | 1982     | 3,12       | Pardubice: Opatovice nad Labem                      |                                                                                  |         |
| Chrašická stráň                | 2002     | 1,74       | Chrudim: Chrast                                     |                                                                                  |         |
| Kaštanka                       | 1991     | 1,02       | Chrudim: Nasavrky                                   | Kastanienpark am Schloss in Nasavrky, angelegt 1776                              |         |
| Kusá hora                      | 1990     | 182,60     | Chrudim: Jenišovice, Luže, Ústí nad Orlicí: Řepníky |                                                                                  |         |
| Labiště pod Opočínkem          | 1982     | 2,67       | Pardubice: Pardubice, Živanice                      |                                                                                  |         |
| Labské rameno Votoka           | 1980     | 4,98       | Pardubice: Řečany nad Labem, Semín                  |                                                                                  |         |
| Les na dolíku                  | 1990     | 5,00       | Chrudim: Vysočina                                   |                                                                                  |         |
| Letohradská bažantnice         | 1954     | 4,41       | Ústí nad Orlicí: Letohrad                           |                                                                                  |         |
| Louky v Jeníkově               | 1990     | 27,76      | Chrudim: Jeníkov, Kameničky                         |                                                                                  |         |
| Meandry Struhy                 | 1980     | 41,50      | Pardubice: Bezděkov, Valy, Veselí                   |                                                                                  |         |
| Mělické labiště                | 1982     | 2,66       | Pardubice: Pardubice, Přelouč                       |                                                                                  |         |
| Mlýnský rybník a rybník Rohlík | 1951     | 9,55       | Chrudim: Trhová Kamenice                            |                                                                                  |         |
| Na Obůrce                      | 1946     | 1,51       | Chrudim: Třemošnice                                 | Quellwiesen am Rand des Eisengebirges                                            |         |
| Na skalách                     | 1983     | 3,90       | Chrudim: Rabštejnská Lhota                          | Felsenformation nahe Chrudim, geologische Lokalität                              |         |
| Návesník                       | 1990     | 29,81      | Chrudim: Vortová                                    |                                                                                  |         |
| Nedošínský háj                 | 1949     | 30,73      | Svitavy: Litomyšl                                   | Wald und ehemaliger Landschaftspark am Stadtrand von Litomyšl                    |         |
| Nemošická stráň                | 1982     | 7,73       | Pardubice: Pardubice                                |                                                                                  |         |
| Pětinoha                       | 1982     | 5,70       | Pardubice: Horní Jelení                             |                                                                                  |         |
| Pivnice                        | 1998     | 34,37      | Chrudim: Hluboká, Zderaz                            | Canyon mit Felsformationen in der Svitavská pahorkatina                          |         |
| Pod skálou                     | 1990     | 21,10      | Svitavy: Kunčina, Mladějov na Moravě                | Waldgebiet im nördlichen Teil des Schönhengster Rückens                          |         |
| Podskala                       | 2001     | 3,70       | Chrudim: Chrast                                     |                                                                                  |         |
| Polánka                        | 1994     | 0,32       | Chrudim: Krásné                                     | Wiese im Eisengebirge, Vorkommen des Holunder-Knabenkrauts                       |         |
| Přesyp u Malolánského          | 1982     | 2,65       | Pardubice: Lány u Dašic                             | Sanddüne mit Bestand der Reichenbach-Segge (Carex pseudobrizoides)               |         |
| Ptačí ostrovy                  | 1997     | 10,17      | Chrudim: Chrudim                                    |                                                                                  |         |
| Ratajské rybníky               | 1990     | 11,42      | Chrudim: Hlinsko                                    |                                                                                  |         |
| Rybenské Perničky              | 1980     | 14,05      | Svitavy: Pustá Rybná                                | Felsen in den Saarer Bergen                                                      |         |
| Selský potok                   | 1990     | 6,79       | Ústí nad Orlicí: Cotkytle                           | Bachaue am Fuße des Adlergebirges mit reichem Vorkommen der Frühlingsknotenblume |         |
| Skalka u Sovolusk              | 1978     | 0,74       | Pardubice: Sovolusky                                |                                                                                  |         |
| Sněženky ve Vysokém lese       | 1994     | 2,21       | Svitavy: Chmelík, Polička                           |                                                                                  |         |
| Stráň u Trusnova               | 1982     | 0,28       | Pardubice: Trusnov                                  |                                                                                  |         |
| Střítežská rokle               | 2002     | 16,48      | Chrudim: Hluboká                                    | Canyon in der Svitavská pahorkatina                                              |         |
| Šejval                         | 1982     | 2,34       | Pardubice: Radhošť                                  |                                                                                  |         |
| Tůň u Hrobic                   | 1982     | 2,59       | Pardubice: Dříteč, Hrobice                          |                                                                                  |         |
| U Kaštánku                     | 1990     | 22,77      | Ústí nad Orlicí: Ostrov                             |                                                                                  |         |
| U Tučkovy hájenky              | 1990     | 3,26       | Chrudim: Krouna, Svratouch                          |                                                                                  |         |
| U Vinic                        | 1990     | 6,69       | Ústí nad Orlicí: Vysoké Mýto                        |                                                                                  |         |
| Údolí Záhorského potoka        | 1987     | 9,69       | Ústí nad Orlicí: Kunvald                            |                                                                                  |         |
| Upolíny u Kamenice             | 1996     | 1,96       | Chrudim: Trhová Kamenice                            |                                                                                  |         |
| Utopenec                       | 1990     | 13,44      | Chrudim: Studnice, Vortová                          |                                                                                  |         |
| V bukách                       | 1956     | 2,00       | Svitavy: Chmelík                                    |                                                                                  |         |
| V Koutech                      | 1949     | 0,50       | Chrudim: Nasavrky                                   | Teich und Feuchtgebiet im Eisengebirge                                           |         |
| Vršovská olšina                | 1990     | 19,60      | Chrudim: Horní Bradlo, Krásné                       | Laubwald im Eisengebirge                                                         |         |
| Vstavačová louka               | 1990     | 0,93       | Ústí nad Orlicí: Choceň                             |                                                                                  |         |
| Zadní rybník                   | 1990     | 33,17      | Chrudim: Trhová Kamenice                            |                                                                                  |         |
| Zlámanec                       | 1990     | 11,47      | Chrudim: Vortová                                    |                                                                                  |         |